# Novyj Rozdil
Novyi Rozdil (ukrainsk: Новий Розділ) er en by i Stryi rajon, Lviv oblast (region) i Ukraine. Novyi Rozdil er hjemsted for administrationen af Novyi Rozdil urban hromada, en af hromadaerne i Ukraine. I 2022 havde byen  27.841 indbyggere.
Indtil 18. juli 2020 var Novyi Rozdil regnet  som en by af regional betydning, men blev da  lagt sammen med Stryi rajon, som en del af den administrative reform i Ukraine, der reducerede antallet af rajoner i Lviv Oblast til syv.